# Ramón E. Bassegoda
Ramón Enrich Bassegoda y Amigó (La Bisbal del Ampurdán, 1856-Barcelona, 1921) fue un médico y escritor español.

## Biografía
Nacido el 6 de octubre de 1856 en la localidad gerundense de La Bisbal, siguió la carrera de medicina hasta el doctorado. Obtuvo varios premios en certámenes celebrados en Barcelona (juegos florales) y en Gerona, además de publicar poesías en La Ilustració Catalana y la Revista Literaria. Publicó un volumen de anacreónticas y elegías titulado Breviari d'amor, que formó parte de la Biblioteca catalana, editada por Utset. Hermano de los arquitectos Joaquín Bassegoda y Buenaventura Bassegoda, falleció el 22 de abril de 1921 en Sans.